# Henning Freiberg
Henning Freiberg (* 26. Dezember 1937) ist ein deutscher Kunstpädagoge und Hochschullehrer im Ruhestand.

## Leben
Freiberg ist emeritierter Universitätsprofessor für Kunstpädagogik an der Hochschule für Bildende Künste Braunschweig (HBK). Nach dem Studium der Kunstpädagogik an der Universität der Künste Berlin von 1960 bis 1965 Lehrtätigkeit an verschiedenen Gymnasien, u. a. am Wilhelm-Gymnasium in Braunschweig.
Von 1971 bis 1974 leitete Freiberg einen Schulversuch mit Kunst/Visuelle Kommunikation als Hauptfach in der Oberstufe. Seit 1974 war er als Hochschullehrer an der Hochschule für Bildende Künste Braunschweig tätig, von 1999 bis 2003 Vizepräsident. 1984 gründete er die Forschungseinrichtung Arbeitsstelle Computergrafik und Ästhetische Erziehung (ACE) an der HBK und leitete dies bis zu seiner Pensionierung im Jahre 2003. 
1985 übernahm er die wissenschaftliche Beratung des niedersächsischen Kultusministeriums für Neue Technologien und digitale Medien in der Ästhetischen Erziehung im Rahmen des BLK-Modellversuchs „Neue Technologien und Allgemeinbildung“ und leitete zahlreiche zentrale Lehrerfortbildungen für niedersächsische Kunsterzieher im Bereich der digitalen Bildmedien. Mit der ACE entwickelte er in Kooperation mit dem Sprengel Museum Hannover ein multimediales Kunst-Informations-System zu mehreren Künstlern. Zahlreiche Veröffentlichungen und Vorträge zur Problematik des Umgangs mit den neuen digitalen Bildmedien in Bildung und Erziehung.

## Veröffentlichungen (Auswahl)
- Henning Freiberg u. a.: CD-ROM „Paul Klee“.(Ergebnis eines Projekts gemeinsam mit dem Sprengel Museum Hannover und der Schlüterschen Verlagsanstalt Hannover). Hannover 1996
- Henning Freiberg  u. a.: CD-ROM „Kurt Schwitters“. (Ergebnis eines Projekts gemeinsam mit dem Sprengel Museum Hannover und der Schlüterschen Verlagsanstalt Hannover). Hannover 1995
- Mit  Anne Mueller von der Haegen u. a.: CD-ROM „Max Beckmann“. (Ergebnis eines Projekts gemeinsam mit dem Sprengel Museum Hannover und der Schlüterschen Verlag und Druckerei Hannover). Hannover 1998
- Wirklichkeit aus dem Computer. Digitale Bildgestaltung und Simulation. In: Schule in der Informationsgesellschaft. Loccumer Protokolle. Loccum 1994

## Projekte
- Kunst-Informationssystem Sprengel Museum Hannover (KISS), ein Kooperationsprojekt der ACE mit dem Sprengel Museum Hannover und der Schlüterschen Verlagsanstalt. Im Rahmen und im Anschluss Entwicklung und Gestaltung von Künstler CD-ROMs zu Kurt Schwitters, Max Beckmann, Paul Klee und James Turrell.
- Vernetztes Gedächtnis – Topografie der nationalsozialistischen Gewaltherrschaft in Braunschweig: Ein Projekt mit Studierenden der Kunstpädagogik und Medienwissenschaften der HBK Braunschweig in Kooperation mit der Stadt Braunschweig.